# Професіональна футбольна ліга України
Професіональна футбольна ліга України (також відома як ПФЛ) – об'єднання професіональних футбольних клубів України, створене у 1996 році для організації чемпіонатів України з футболу.

## Резюме
У підпорядкуванні ПФЛ (станом на сезон 2024/25) перебувають змагання у двох лігах:
- Перша ліга (18 команд);
- Друга ліга (20 команд).

## Історія
Професіональну лігу було засновано 26 травня 1996 року. До цього змагання проводила Федерація футболу України (ФФУ). Вважалося[ким?], що ПФЛ була певним чином противагою федерації футболу, оскільки на її чолі стояв колишній віце-президент донецького «Шахтаря» Равіль Сафіуллін (ФФУ очолював почесний президент київського «Динамо» Григорій Суркіс).
До 2008 року ПФЛ опікувалася всіма професійними лігами України, допоки не була створена українська Прем'єр-ліга, яка взяла на себе проведення змагань у Вищій (з 2008 року - Прем'єр) лізі. З цього моменту ПФЛ проводить змагання в першій та другій лігах.

## Президенти
- Григорій Михайлович Суркіс (травень 1996 — грудень 2000)
- Равіль Сафович Сафіуллін (22 грудня 2000 — грудень 2008)
- Святослав Анатолійович Сирота (16 грудня 2008 — грудень 2009)
- Микола Миколайович Лавренко (в. о., грудень 2009 — березень 2010)
- Мілетій Володимирович Бальчос (4 березня 2010 — 27 червня 2014)
- Сергій Дмитрович Макаров (27 червня 2014 — 21 серпня 2020)
- Олександр Валентинович Каденко (05 серпня — 29 вересня 2020 (т.в.о), 29 вересня 2020 — донині)

## Галерея логотипів
Під час головування Макарова у 2017-му пройшло «перебрендування» ПФЛ як організації.
Логотипи у минулому

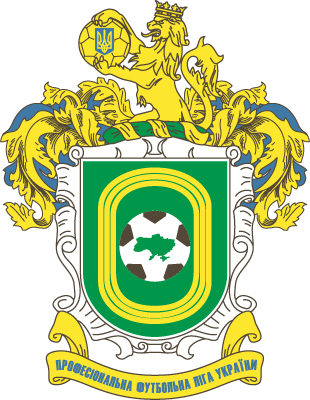
Емблема ПФЛ до 2017-ого року
ПФЛ чемпіонат України з футболу 2006-07
Біола чемпіонат України з футболу 2007-08 (з ПФЛвським левом)

Сучасні логотипи

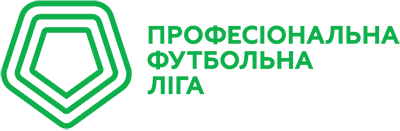
Емблема ПФЛ з 2017-ого року
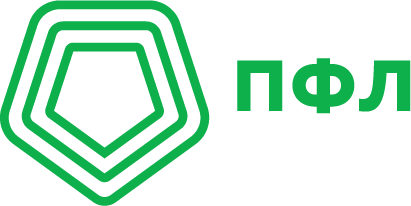
Емблема ПФЛ
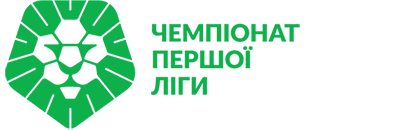
Перша ліга ПФЛ
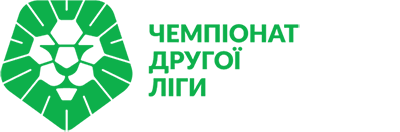
Друга ліга ПФЛ